# Kunaavashi
Kunaavashi ist eine winzige Insel des Felidhu-Atolls im Süden des Inselstaates Malediven in der Lakkadivensee des Indischen Ozeans. Sie gehört zum Verwaltungsatoll Vaavu.

## Geographie
Die Insel liegt im Nordwesten etwas hinter dem Westrand des Atolls in der Nähe von Vashugiri (N) und Kudhiboli (NW). Gunawari ist möglicherweise eine alternative Transkription. Die Insel ist eigentlich nur eine Sandbank, auf der das Tolarno Maldives Kunaavashi Resort & Spa angelegt wurde.